# Liste der Museen in Wuppertal
Die  Liste der Museen in Wuppertal enthält Museen und museumsähnliche Einrichtungen. Es wird nicht nach dem Träger unterschieden, so enthält die Liste Museen, die von der Stadt Wuppertal mit getragen werden, sowie rein private Einrichtungen, die meist als Verein geführt werden.

## Liste der Einrichtungen

### Museen
| Bezeichnung                               | Bezeichnung                               | Stadtbezirk          | Beschreibung | Bild                                       |
| ----------------------------------------- | ----------------------------------------- | -------------------- | --- | ------------------------------------------ |
| Museum Industriekultur Wuppertal (MI)     | Museum für Frühindustrialisierung         | Barmen               | Industriemuseum und Technikmuseum. Das Museum für Frühindustrialisierung zeigt als industrie- und sozialgeschichtliches Museum die frühe Entwicklung der Industrie in Wuppertal und dem Bergischen Land mit ihren technik-, sozial-, wirtschafts- und mentalitätsgeschichtlichen Facetten.  |                                            |
| Museum Industriekultur Wuppertal (MI)     | Engels-Haus                               | Barmen               | Das Engels-Haus wurde 1775 vom Urgroßvater des Mitbegründers des Sozialismus, Friedrich Engels, Sen., erbaut. Es beherbergt eine Dauerausstellung zu Leben, Werk und Familie von Friedrich Engels (1820–1895).                                                                              |                                            |
| Museum Industriekultur Wuppertal (MI)     | Manuelskotten                             | Cronenberg           | Außenstelle des Museums Industriekultur Wuppertal. Industriehistorisches Denkmal mit einer Ausstellung zum Nassschleifen im Kaltenbachtal. |                                            |
| Museum Industriekultur Wuppertal (MI)     | Kalktrichterofen „am Eskesberg“           | Elberfeld-West       | Außenstelle des Museums Industriekultur Wuppertal. Der Kalktrichterofen ist ein Industriedenkmal, welches die im Wuppertaler Raum bedeutende Kalkindustrie dokumentiert. |                                            |
| Museum Industriekultur Wuppertal (MI)     | Bandwebermuseum (Außenstelle)             | Elberfeld            | Außenstelle des Museums Industriekultur Wuppertal. Die Dauerausstellung des Technikmuseums umfasst über 100 Jahre Bandweberei und Riemendreherei mit funktionierenden Webstühlen, Riementischen und anderen Maschinen, Produkten alter und neuer Art, Dokumenten, Modellen und vielem mehr. | Das Gold-Zack-Gebäude in der Wiesenstraße. |
| Von der Heydt-Museum                      | Von der Heydt-Museum                      | Elberfeld            | Kunstmuseum |                                            |
| Von der Heydt-Museum                      | Barmer Kunsthalle                         | Barmen               | Außenstelle des Von der Heydt-Museums in der Barmer Ruhmeshalle. |                                            |
| Bergisches Straßenbahnmuseum              | Bergisches Straßenbahnmuseum              | Cronenberg           | Museumsstraßenbahn mit einer Bahnstrecke in Wuppertal-Kohlfurth. |                                            |
| Bibelmuseum Wuppertal                     | Bibelmuseum Wuppertal                     | Elberfeld            | Bibelmuseum |                                            |
| Bibelzentrum Wuppertal                    | Bibelzentrum Wuppertal                    | Barmen               | Bibelmuseum |                                            |
| Museum auf der Hardt                      | Museum auf der Hardt                      | Barmen               | Völkerkundemuseum (ehem. Wuppertaler Völkerkundemuseum) der Vereinten Evangelischen Mission |                                            |
| Bandwirkermuseum Ronsdorf                 | Bandwirkermuseum Ronsdorf                 | Ronsdorf             | Technikmuseum (Bandweberei). |                                            |
| Knipex-Museum                             | Knipex-Museum                             | Cronenberg           | Privates Technikmuseum (Werkzeugindustrie) eines Unternehmens. |                                            |
| Heimatmuseum des Bürgervereins Langerfeld | Heimatmuseum des Bürgervereins Langerfeld | Langerfeld-Beyenburg | Heimatmuseum des Bürgervereins Langerfeld im Haus Langerfelder Straße 134 |                                            |
| Schwebodrom                               | Schwebodrom                               | Barmen               | Museum über die Geschichte der Schwebebahn samt Virtual-Reality-Fahrt in einem alten Schwebebahnwagen. |                                            |

### Ehemalige Museen
| Bezeichnung                                    | Stadtbezirk          | Beschreibung | Bild |  |
| ---------------------------------------------- | -------------------- | --- | ---- |  |
| Kindermuseum Schaufenster Schule & Kinderkunst | Langerfeld-Beyenburg | Kunstmuseum mit Kunst von Kindern für Kinder.                                                                                               |      |  |
| Historisch-Kinematographisches Museum          | Barmen               | Technikmuseum, geschlossen. |      |  |
| Fuhlrott-Museum                                | Elberfeld            | naturkundliches Museum ehemals in Elberfeld (das Museum wurde Ende März 2008 geschlossen und die Sammlung auf unbestimmte Zeit eingelagert) |      |  |
| Heimatmuseum im Hause Bredt-Rübel              | Barmen               | Im Zweiten Weltkrieg zerstört. |      |  |
| Wuppertaler Uhrenmuseum                        | Elberfeld            | Privat organisiertes Uhrenmuseum eines Juweliers.                                                                                           |      |  |

### Museumsähnliche Einrichtungen
| Bezeichnung                                   | Stadtbezirk          | Beschreibung | Bild                                                                            |  |
| --------------------------------------------- | -------------------- | --- | ------------------------------------------------------------------------------- |  |
| Bandweberei Kafka                             | Langerfeld-Beyenburg | Technikmuseum (Bandweberei), das „produzierende Museum“. Musste zum 28. April 2018 die Insolvenz anmelden und wurde mit der Übernahme von c. Pauli GmbH aus Waldbröl im Herbst 2018 gerettet. |                                                                                 |  |
| Begegnungsstätte „Alte Synagoge“              | Elberfeld            | Die Ausstellung erinnert an die Verfolgung der Juden in Wuppertal in der Zeit des Nationalsozialismus. |                                                                                 |  |
| Historisches Fernsehlabor                     | Elberfeld            | Historisches Fernsehlabor an der Bergischen Universität Wuppertal. |                                                                                 |  |
| Immanuelskirche                               | Barmen               | Gelegentliche Ausstellungen in der säkularisierten Kirche. |                                                                                 |  |
| Liegnitzer Sammlung                           | Vohwinkel            | Im Rathaus Vohwinkel (früher in den Haspel-Häusern in Barmen). |                                                                                 |  |
| Schulhistorische Sammlung der Stadt Wuppertal | Vohwinkel            | Die Schulhistorische Sammlung war in einem alten Schulgebäude in der Rottscheidter Str. 6. zugänglich. Nach der Schließung ist geplant, einen Teil der Sammlung, v. a. das historische Klassenzimmer, an einem anderen Standort in Wuppertal-Barmen zu zeigen.                                                                                                  |                                                                                 |  |
| Skulpturenpark Johannisberg                   | Elberfeld            | Entlang der Straße Johannisberg. |                                                                                 |  |
| Skulpturenpark Waldfrieden                    | Barmen               | Bei der Villa Herberts. |                                                                                 |  |
| Wuppertal-Achse                               | Barmen               | Nachbau der Stadt Wuppertal in den 1930ern als Modelleisenbahn. |                                                                                 |  |
| Stromhistorische Sammlung der WSW             | Oberbarmen           | Das Umspannwerk an der Wichlinghauser Straße beherbergt die umfangreiche Sammlung der stromhistorischen Arbeitsgemeinschaft der WSW. Historische Exponate und Modelle zur Stromerzeugung, Stromverteilung wie zur vielfältigen Nutzung für Haushaltsgeräte, Verkehrsmittel (Straßenbahnen) oder Kommunikationsmittel (Radio, Telefon) können besichtigt werden. | Wuppertal,_NBT,_Blick_vom_Wichlinghauser_Viadukt_Richtung_Heckinghausen,_Bild_1 |  |

### Ehemalige Museumsähnliche Einrichtungen
| Bezeichnung        | Stadtbezirk   | Beschreibung                   | Bild |
| ------------------ | ------------- | ------------------------------ | ---- |
| Art Fabrik & Hotel | Heckinghausen | Kunstgalerie mit Hotelbetrieb. |      |